# هيت سخيور
هيت سخيور (تنطق بالهولندية: [ət ˈsxøːr]; وتعني بالهولندية "التمزق") هو فرع من دلتا الراين- نهر الميز في جنوب هولندا، هولندا،الذي يتدفق غرباً من مقرن نهري آودا ماس ونيوا ماس ماراً ببلدتي روزنبرخ وماسلاوس. ويستمر كنيوا فاترفيخ إلى بحر الشمال.

## مراجع

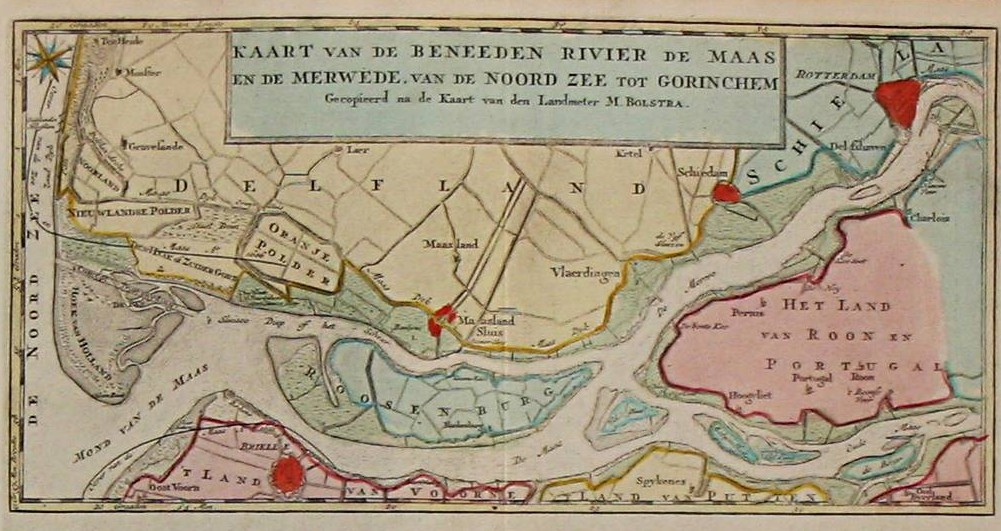
هيت سخيور ونيوا ماس في 1769.

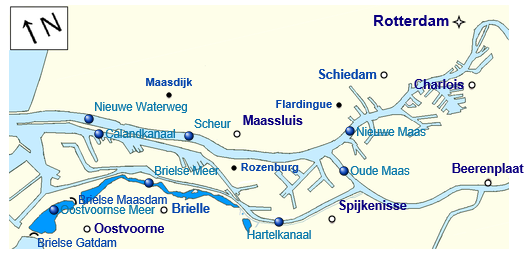
نفس المنطقة اليوم.